# سیکا فوروهاتا
سیکا فوروهاتا (انگلیسی: Seika Furuhata؛ زادهٔ ۸ ژوئیهٔ ۱۹۹۶) بازیگر و مدل اهل ژاپن است. وی از سال ۲۰۰۹ میلادی تاکنون مشغول فعالیت بوده‌است.